# امیرحسین خان ایلخان ظفر
امیر حسین خان ایلخان ظفر (زاده ۱۲۷۳ - درگذشته ۱۳۵۵) نویسنده، مترجم و سیاست‌مدار ایرانی بود.
پدرش خسرو خان سردار ظفر (از خوانین ایل بختیاری) و عمویش علیقلی‌خان سردار اسعد بود. پس از آنکه پسرعمویش جعفرقلی خان سرداراسعد نماینده ایل بختیاری در دوره پنجم مجلس شورای ملی در سال ۱۳۰۳ به عنوان وزیر پست و تلگراف به دولت سردار سپه پیوست، امیرحسین خان به جای او انتخاب شد و اعتبارنامه‌اش در هفتم تیرماه ۱۳۰۴ به تصویب مجلس رسید. او در دوره‌های ششم و هفتم مجلس شورای ملی نیز به عنوان نماینده ایل بختیاری، در دوره‌های هشتم و نهم به عنوان نماینده نجف آباد در مجلس حضور داشت. در دوره نهم که سران ایل بختیاری مغضوب و زندانی شدند، در نوزدهم آذرماه ۱۳۱۲ محمود جم؛ وزیر داخله مصوبه سلب مصونیت ایلخان ظفر را از مجلس گرفت و او نیز به زندان افتاد.
پس از شهریورماه ۱۳۲۰ و پایان کار رضا شاه، ایلخان ظفر در دوره پانزدهم به‌عنوان نماینده دزفول به مجلس شورای ملی راه یافت. در سال ۱۳۲۸ سناتور انتخابی خوزستان و در سال ۱۳۳۲ در کابینه فضل‌الله زاهدی به عنوان وزیر مشاور در کابینه عضویت داشت.

## آثار
از ترجمه‌های او می‌توان به موارد ذیل اشاره کرد.
- علفزار: سفری به سرزمین دلاوران، نوشته مریان سی کوپر که در تهران چاپ شده است؛
- سقراط، زندگانی و افکار، نوشته کورا میسن؛
- شاهزاده خانم بعلبک نوشته اچ. رایدر هگرد.[۵]